# بحر الرمل (فلم)
بحر الرمل (بالإنجليزية: Sea of Sand (film)) هو فيلم حرب بريطاني، صُور في ليبيا وأُنتج سنة 1958.

## بطولة
- ريتشارد أتينبورو
- جون جريجسون
- مايكل كريغ

## القصة
أحداث الفيلم مستوحاة من عمليات مجموعة الصحراء طويلة المدى في شمال إفريقيا خلال الحرب العالمية الثانية.

## روابط خارجية
- مقالات تستعمل روابط فنية بلا صلة مع ويكي بيانات